# ジャンカルロ・デ・システィ
ジャンカルロ・デ・システィ（Giancarlo De Sisti、1943年3月13日 - ）は、イタリア・ローマ出身の元サッカー選手、サッカー指導者。現役時代のポジションはミッドフィールダー。
イタリアサッカー史上、最も優れたMFの一人とされている。

## 経歴
ASローマでデビューし、1960年から5シーズンプレーした。1965-66シーズンから1973-74シーズンまではACFフィオレンティーナでプレーし、ファンの人気を得た。フィオレンティーナでは、1968-69シーズンにはリーグ優勝を果たした。1974年にローマに複帰し、引退までプレーした。引退後はフィオレンティーナ、ウディネーゼなどの監督を務めた。
フィオレンティーナ時代の1972年10月5日ヴェローナ戦では、出場停止で出場出来ず、代わりにジャンカルロ・アントニョーニが起用されたことで、アントニョーニは、セリエAデビューを果たした。
イタリア代表として、1967年11月1日のキプロス戦でデビュー。1968年のUEFA欧州選手権では優勝、1970年のFIFAワールドカップではイタリアの全試合に出場、ブラジルに1-4で敗れて準優勝、1972年、UEFA欧州選手権出場決定戦となった、ベルギー戦の第2戦に出場して敗れた試合が最後の代表戦となった。

## 代表歴
- イタリア代表（29試合4得点）1967-1972
  - 1968年 UEFA欧州選手権（優勝、1試合）
  - 1970年 FIFAワールドカップ（準優勝、6試合）

## タイトル

### クラブ
ASローマ
- インターシティーズ・フェアーズカップ 1960-61
- コッパ・イタリア : 1963-64

フィオレンティーナ
- セリエA : 1968-69
- コッパ・イタリア : 1965-66
- ミトローパ・カップ : 1966

### 代表
イタリア代表
- UEFA欧州選手権 : 1968
- FIFAワールドカップ準優勝 : 1970

### 個人
- ASローマ殿堂入り : 2016
- ACFフィオレンティーナ殿堂入り : 2013